# Alberto Ascoli
Abramo Alberto Ascoli (Trieste, 15 agosto 1877 – Milano, 28 settembre 1957) è stato un patologo e igienista italiano.

## Biografia
Studioso di sierologia e chimico fisiologico, si laureò in Medicina a Vienna nel 1901. Lavorò con Serafino Belfanti, su malattie infettive e vaccini, presso l'Istituto Sieroterapico Milanese e poi all'Istituto di Patologia Generale della Facoltà Veterinaria di Milano.
Nel 1938 con le leggi razziali fasciste fu esonerato dall'incarico, in quanto ebreo, dall'incarico di ordinario di Patologia generale all'Università degli Studi di Milano. Si trasferì negli Stati Uniti, dove insegnò in tre diverse università, e nel 1947 tornò in Italia, venendo reintegrato all'insegnamento nell'Università di Milano.
Viene ricordato per l'uracile per la terapia delle tireopatie, i sieri anallergici umani e veterinari, 
le termoprecipitine del carbonchio ematico (utilizzate nel settore delle pelli da conceria), gli studi sull'anacoresi batterica (ascesso di fissazione) e sulla tubercolosi (fondò l'Istituto Vaccinogeno Antitubercolare). Famoso il suo Manuale di Sierologia. Nel 1954 ha ricevuto il Premio Feltrinelli, conferito dall'Accademia dei Lincei per l'insieme dei suoi studi.

## Opere
- Über die Reinzüchtung des Bangschen Bacillus in Medical Microbiology and Immunology; Dicembre 1913
- Die Anachorese: Ein biologischer Vorgang
- Die Praezipitindiagnose bei Milzbrand.; 1911
- Grundriss der Serologie; 2. Auflage; Wien, 1915
- Elementi di Sierologia Milano Stab. Stucchi Ceretti & C. 1912